# Claudio Licciardello
Claudio Licciardello (né le 11 janvier 1986 à Catane) est un athlète italien, spécialiste du sprint prolongé.

## Biographie
Demi-finaliste sur 400 m à Pékin, après avoir battu en 45 secondes 25, en série, le record national italien (celui de Mauro Zuliani en 45 s 26 qui datait de 1981).
Claudio Licciardello termine 2e du 400 mètres des Championnats d'Europe d'athlétisme en salle 2009 à Turin en 46 secondes. Il a été demi-finaliste aux Jeux olympiques de Pékin sur la même distance. Il est champion d'Italie 2008 sur 400 m.
Lors de la dernière épreuve des Championnats, il a ensuite permis à l'équipe nationale italienne du relais 4 × 400 m de remporter la médaille d'or du relais en salle aux Championnats d'Europe 2009 en terminant le relais en tête, après Jacopo Marin, Matteo Galvan et Domenico Rao, en 3 minutes 6 secondes et 68 centièmes.
Il mesure 1,84 m pour 72 kg. Son record sur 400 m est de 45 s 25 (2008). Il appartient au club des Fiamme Gialle.

## Palmarès
- Championnats d'Europe d'athlétisme en salle 2009 à Turin :
  -  Médaille d'or au 4 × 400 m
  -  Médaille d'argent au 400 m